# Liste griechischer Phrasen/Sigma

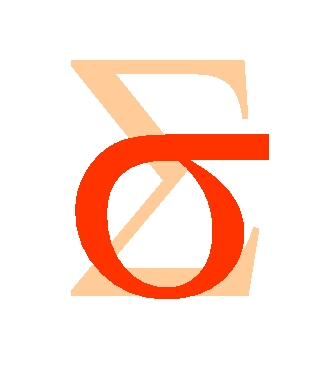
Sigma

## Σ’ αγαπώ.
Σ’ αγαπώ.
S’ agapo.
„Ich liebe dich.“
Beim Eurovision Song Contest 2002 trat der Sänger Michalis Rakintzis mit dem Titel S.A.G.A.P.O. an, der allerdings in Englisch gesungen wurde. Dieses Lied hatte den folgenden Kehrvers:
„Say (Say, Say) Say the password, S’ agapo, S.A.G.A.P.O.“
Rakintzis erreichte damit lediglich den 17. von 24 Plätzen.
Φιλῶ σε.
Philō se.
„Ich liebe dich.“
Die klassische griechische Sprache verwendet unterschiedliche Wörter für den Begriff Liebe:
- Eros (ἔρως): körperliche Liebe
- Philia (φιλία): unbedingte Freundschaft
- Agape (ἀγάπη): Hochschätzung (nur im Neuen Testament und in der Sprache der Kirche gebräuchlich, ansonsten wird ἀγάπησις agápesis gebraucht)
- Storge (στοργή): Zuneigung
- Thelema (θέλημα): Verlangen

## Σαοὺλ, Σαούλ, τί με διώκεις;

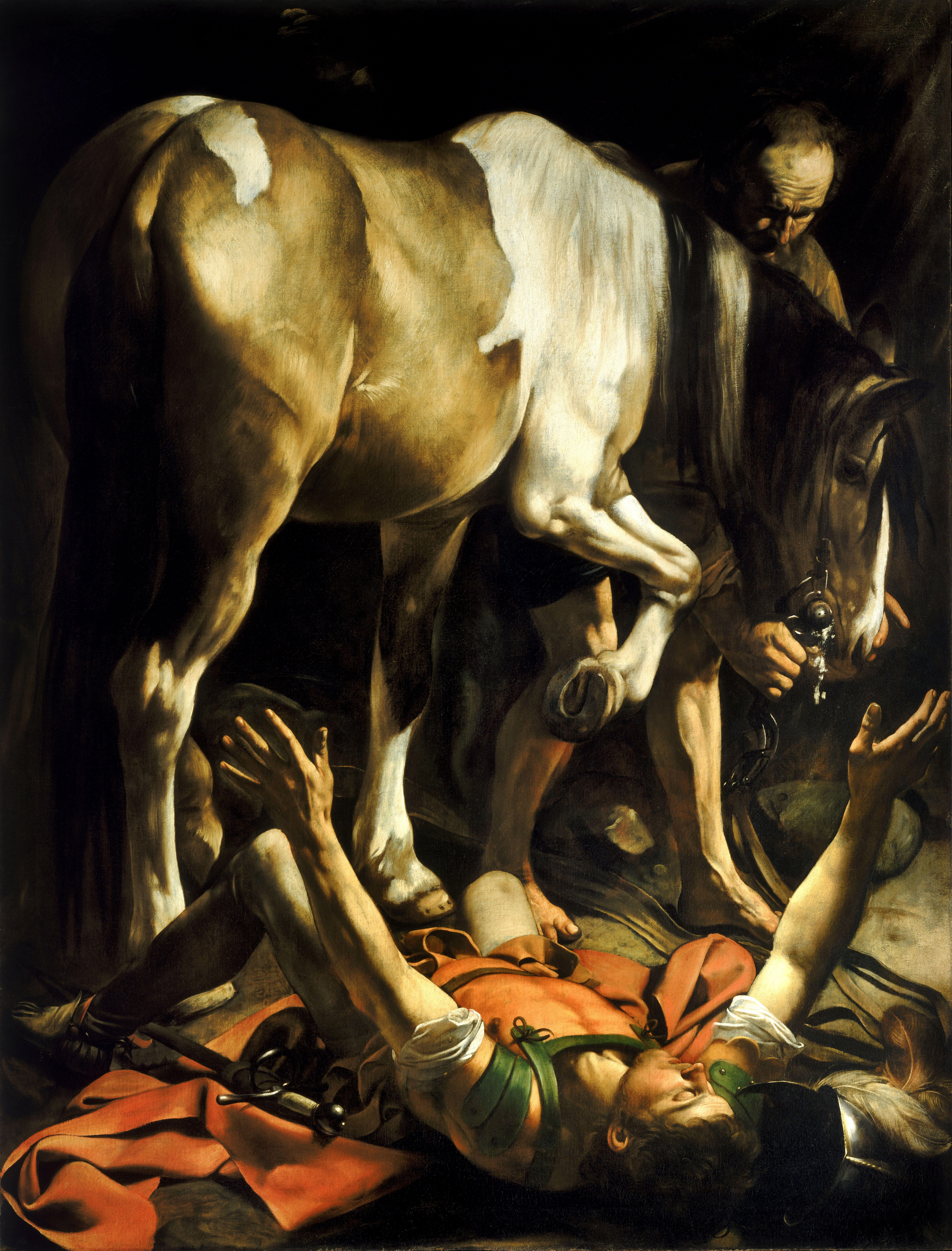
Caravaggio: Bekehrung des Saulus

Σαοὺλ, Σαούλ, τί με διώκεις;
Saoul, Saoul, ti me diōkeis;
„Saulus, Saulus, warum verfolgst du mich?“
In der Apostelgeschichte wird das Damaskuserlebnis des Paulus von Tarsus erzählt, dessen hebräischer Vorname Saulus lautete und der ursprünglich ein fanatischer Verfolger der jungen christlichen Gemeinden war. Er drang in die Häuser der Christen ein, verschleppte Männer und Frauen und sorgte für ihre Verhaftung. Auf dem Weg nach Damaskus soll er dann in einer Vision dem auferstandenen Jesus selbst begegnet sein. Dieser habe ihm zugerufen:
„Saul, Saul! Warum verfolgst du mich?“
Saulus habe zurückgefragt:
„Wer bist du, Herr?“
Darauf habe die Stimme geantwortet:
„Ich bin Jesus, den du verfolgst!“
Der Ausdruck Damaskuserlebnis bezieht sich auf dieses Ereignis, durch das Paulus von einem Verfolger der Urchristen zum Apostel Jesu Christi wurde.

## Σαρδόνιος γέλως
Σαρδόνιος γέλως
Sardonios gelōs
„sardonisches Lachen“
Lateinisch risus Sardonicus
Sardonismus bezeichnet den grimmigen, schmerzvollen Spott (im Unterschied zum Sarkasmus).
Bereits im antiken Griechenland kannte man den Ausdruck, aber der Ursprung ist unsicher:
- Bei der Urbevölkerung Sardiniens (lateinisch Sardoni) soll die Sitte bestanden haben, die alten Leute zu töten; dabei sollte gelacht werden. Das war der berüchtigte risus Sardonicus, ein krampfartiges Lachen, an dem die Seele unbeteiligt ist.
- Gelegentlich wird das krampfhafte Lächeln auf die Wirkung einer bitteren Pflanze σαρδάνιον sardánion (je nach Quelle Lachkraut, Apium risus oder Sardoa herba) aus Sardinien zurückgeführt, die das Gift Oenanthotoxin enthalten soll und somit die Überlieferung von der Tötung der Alten erklären würde. Als mögliche echte Pflanzen für dieses Kraut wurden der Röhrige Wasserfenchel und die Safranrebendolde genannt.

Im antiken Griechenland unterschied man zwischen
1. zynisch (κυνικός kynikós, „zur Weltsicht der Kyniker gehörig“),
2. sardonisch (Σαρδόνιος Sardónios, „grimmiges Hohngelächter eines Zornigen, bei eigenem Schaden“) und
3. sarkastisch (σαρκαστικός sarkastikós, „höhnender Spott, verletzende Rede“).

So lacht Odysseus als Bettler verkleidet sardonisch in sich hinein, um seinen Zorn zu verbergen, als er, endlich heimgekehrt, einem von einem Freier nach ihm geworfenen Kuhfuß ausweicht.
Risus sardonicus bezeichnet heutzutage ein Symptom, das bei Strychnin-Vergiftungen und Infektionen mit dem Tetanus-Erreger auftritt.

## Σήματα λυγρά
Σήματα λυγρά
Sḗmata lygrắ
„unheilvolle Zeichen“
Phrase aus Homer, Ilias 6,168.
In der Erzählung über Bellerophontes schickte der König Proitos diesen Helden des Trojanischen Kriegs zu seinem Schwiegervater nach Lydien und gab ihm eine Tafel mit eingeritzten Zeichen mit, in denen ausgedrückt war, dass der Überbringer zu töten sei.
Vergleiche auch Βελλεροφόντος τὰ γράμματα („Bellerophon-Brief“).

## Σήψει καὶ πέτρην ὁ πολὺς χρόνος.
Σήψει καὶ πέτρην ὁ πολὺς χρόνος.
Sēpsei kai petrēn ho polys chronos.
„Sogar einen Felsen zerstört viel Zeit.“
Der Humanist Erasmus von Rotterdam schreibt in seiner Sprichwörtersammlung Adagia zu diesem Sprichwort:

„Sogar den Fels zerstört der Zahn der Zeit. Nichts in der Welt ist so widerstandsfähig wie der Stein, und doch zerfällt auch er im Laufe der Zeit.“

Gleichzeitig verweist Erasmus auch auf das berühmte Ovid-Zitat „Gutta cavat lapidem“ („Der Tropfen höhlt den Stein.“).
Andere lateinische Version: „Assidua stilla saxum excavat.“ („Steter Tropfen höhlt den Fels aus.“)
Siehe auch: „Πέτρην κοιλαίνει ῥανὶς ὕδατος ἐνδελεχείῃ.“ („Den Fels höhlt steter Wassertropfen aus.“)

## Σίδηρον πλεῖν διδάσκεις.
Σίδηρον πλεῖν διδάσκεις.
Síderon plein didáskeis.
„Eisen willst du das Schwimmen beibringen.“
Lateinisch: „Ferrum natare doces.“
Erasmus von Rotterdam erklärt dazu:

„Über die gesagt, die etwas versuchen, was ganz vergeblich ist, weil die Natur sich dagegen sträubt.“

## Σικελὸς θάλασσαν

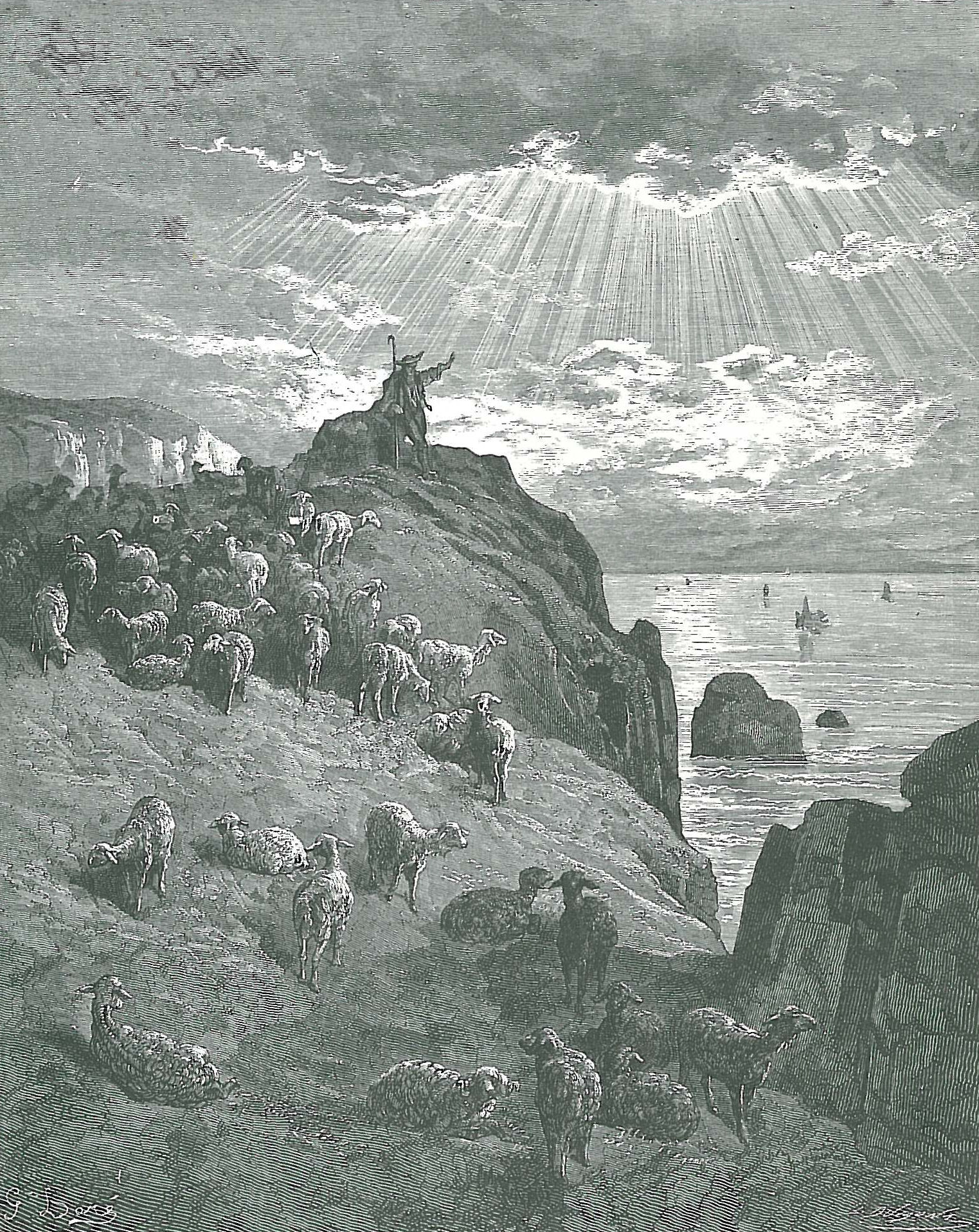
Gustave Dorés Illustration für La Fontaines Version

Σικελὸς θάλασσαν
Sikelos thalassan
„(Der) Sizilier (schaut über das) Meer.“
Lateinisch Siculus mare
Diese Phrase geht auf eine Fabel Äsops zurück und ist in fast allen griechischen Sprichwörtersammlungen verzeichnet (z. B.: Ὁ Σικελὸς τὴν θάλασσαν Ho Sikelos ten thalassan). Sie bezieht sich auf Leute, die ein zweites Mal in Versuchung kommen, sich einer Gefahr auszusetzen.
In der Fabel wird von einem Sizilianer (Sikeler) erzählt, der mit einem Feigentransport Schiffbruch erlitt. Als er bei ruhiger See wieder daran dachte, dass der Handel mit Feigen über das Meer doch wohl sehr lukrativ wäre, sagte er zum Meer:

„Ich weiß schon, was du willst: Feigen willst du!“

Der französische Fabeldichter Jean de La Fontaine erzählt diese Fabel neu unter dem Titel Le Berger et la Mer (Der Schäfer und das Meer).

## Σίκυος πικρός; ἄφες.
Σίκυος πικρός; ἄφες.
Sikyos pikros? aphes.
„Eine bittere Gurke? Wirf sie weg!“
Zitat aus den Selbstbetrachtungen des römischen Kaisers Mark Aurel, das vollständig folgendermaßen lautet.

«Σίκυος πικρός; ἄφες. βάτοι ἐν τῇ ὁδῷ; ἔκκλινον. ἀρκεῖ, μὴ προσεπείπῃς’ τί δὲ καὶ ἐγένετο ταῦτα ἐν τῷ κόσμῳ;»

„Eine bittere Gurke? Wirf sie weg! Dornensträucher im Weg? Weiche ihnen aus! Das ist alles. Frage nicht noch: Wozu gibt es solche Dinge in der Welt?“

Lateinisch:

“Cucumis amarus: mitte! Vepres in via: declina! sufficit. Noli haec verba addere: Quare quaeso haec quoque in mundo sunt?”

## Σκιᾶς ὄναρ ἄνθρωπος.

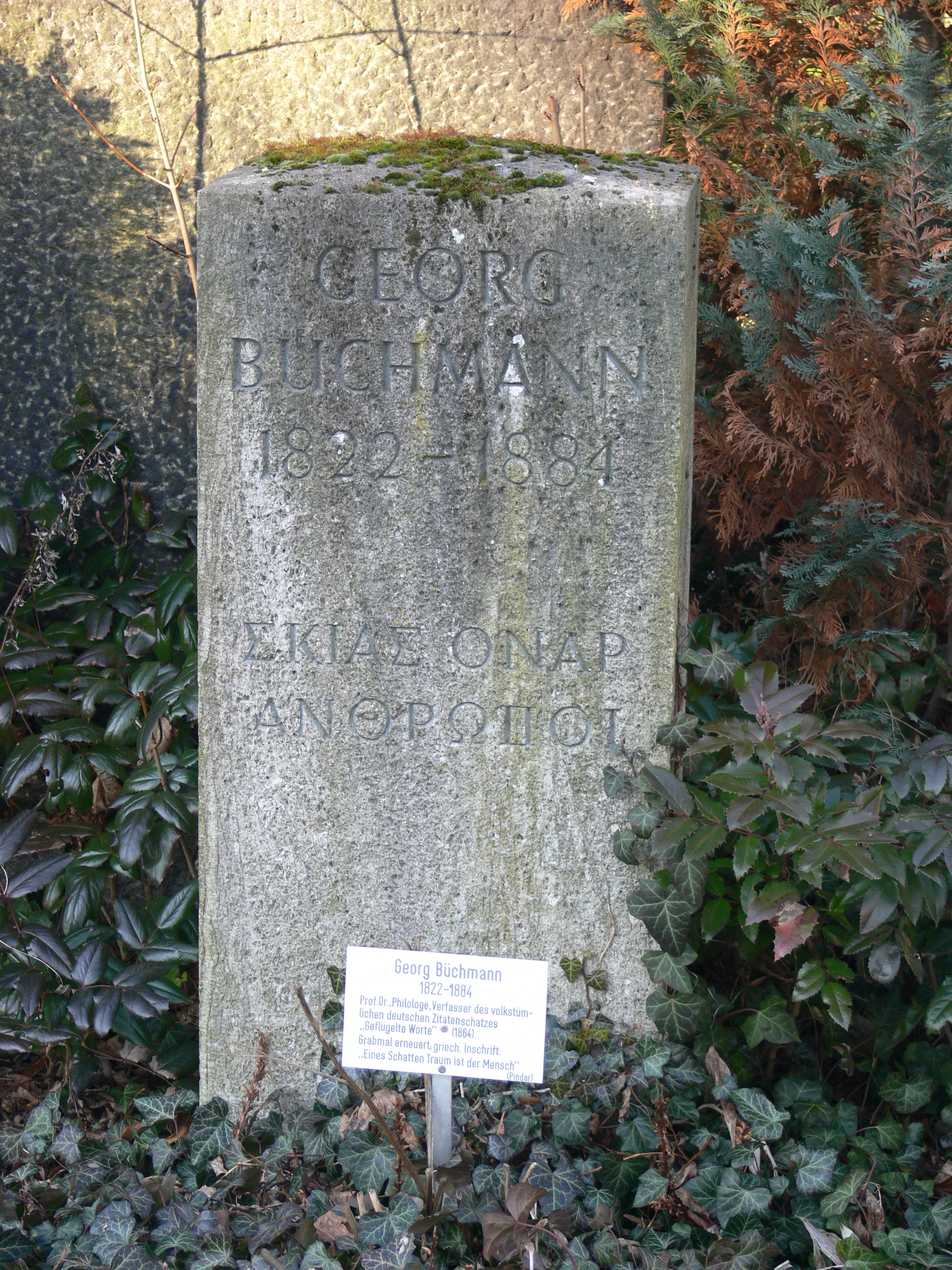
Georg Büchmanns Grab in Berlin-Schöneberg, Inschrift ΣΚΙΑΣ ΟΝΑΡ ΑΝΘΡΩΠΟΙ

Σκιᾶς ὄναρ ἄνθρωπος.
Skiās onar anthrōpos.
„Eines Schattens Traum ist der Mensch.“
Der Satz stammt aus Pindars Achter Pythischer Ode:
Tagwesen! Was ist Sein ? Was ist Nichtsein?

Eines Schattens Traum ist der Mensch.

Aber wenn gottgeschenkter Glanz kommt,

Liegt helles Licht auf den Männern und freundliche Lebenszeit.
Georg Büchmann, der Autor der Zitatensammlung Geflügelte Worte, wählte eine Abwandlung dieses Spruchs in griechischer Sprache als seine Grabinschrift:

«Σκιᾶς ὄναρ ἄνθρωποι.»

„Eines Schattens Traum sind die Menschen.“

Vom spanischen Dichter Pedro Calderón de la Barca stammt das berühmte Bühnenstück „La Vida es sueño“ – „Das Leben ein Traum“, dessen Bearbeitung von Franz Grillparzer „Der Traum ein Leben“ heißt.
Diese pessimistische Metapher verwendet Grillparzer auch in seinem Drama Medea; in einem der letzten Sätze sagt Medea zu Jason: „Was ist der Erde Glück? – Ein Schatten! Was ist der Erde Ruhm? – Ein Traum! Du Armer! der von Schatten du geträumt! Der Traum ist aus, allein die Nacht noch nicht.“

## Σκοπέειν δὲ χρὴ παντὸς χρήματος τὴν τελευτήν, κῇ ἀποβήσεται·

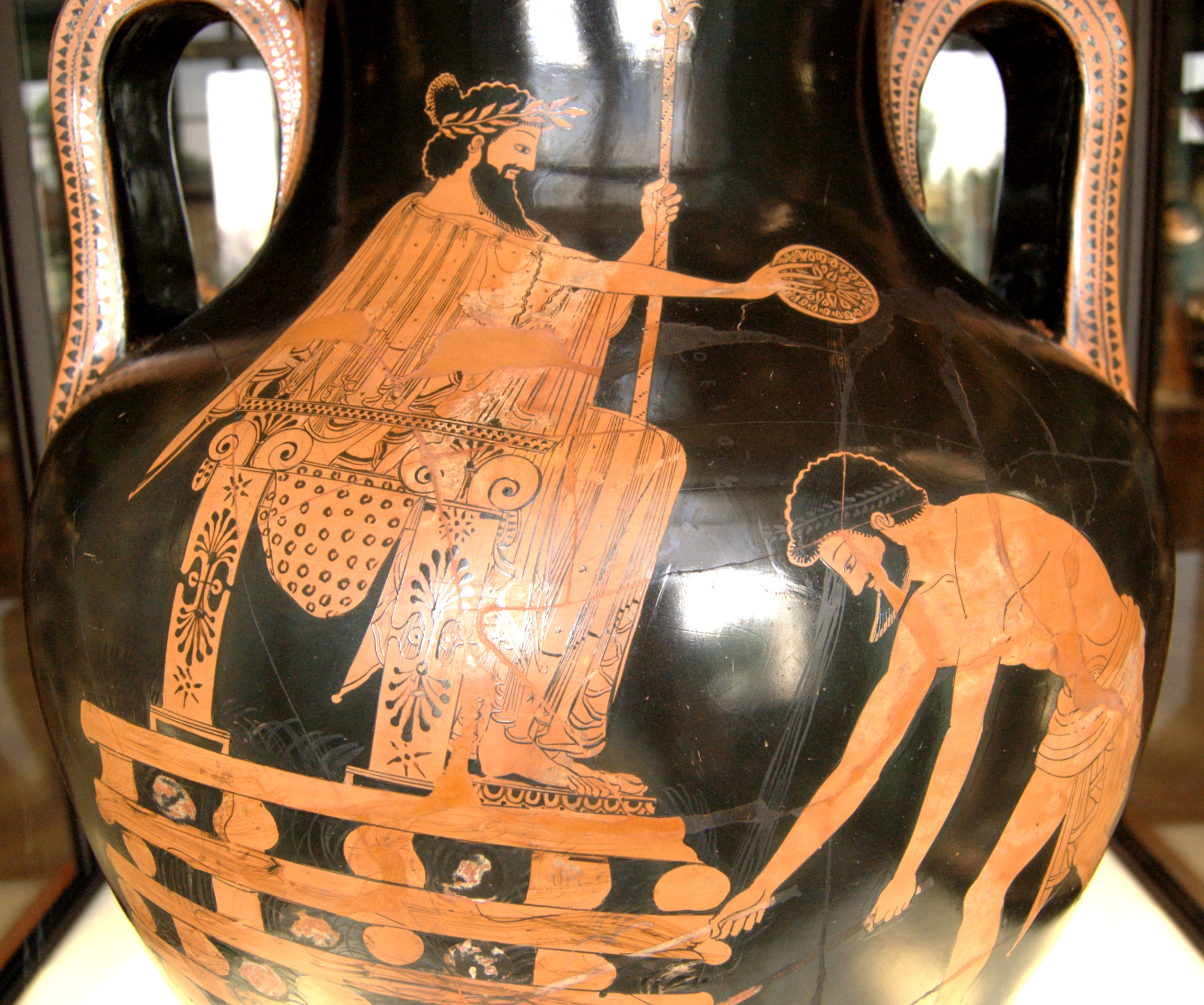
Krösus auf dem Scheiterhaufen; Abbildung auf einer rotfigurigen Vase, frühes 5. Jahrhundert v. Chr.

Σκοπέειν δὲ χρὴ παντὸς χρήματος τὴν τελευτήν, κῇ ἀποβήσεται·
Skopeein de chrē pantos chrēmatos tēn teleutēn, kē apobēsetai;
„Auf das Ende einer jeden Sache muss man schauen, wie sie einmal ausgehen wird.“
Herodot ließ diese Worte in seinen Historien den Athener Solon sagen, einen der Sieben Weisen, der damit den reichen Lyderkönig Krösus mahnen wollte. In dieser historisch nicht sehr wahrscheinlichen Sage sprechen die beiden über die Nichtigkeit menschlicher Glückseligkeit.
Nach Herodot führte Krösus Solon durch seinen Palast. Dann, als er ihm seine Reichtümer gezeigt hatte, fragte er Solon, welchen Menschen er für den glücklichsten halte. Er war nämlich überzeugt, dass ihn Solon wegen seines Reichtums als den glücklichsten Menschen nennen werde. Solon aber antwortete, dass Krösus zwar reich sei und ein großes Volk regiere, fügte aber noch hinzu:

„Ob du aber der Glücklichste bist, kann ich nicht sagen, bevor du nicht tot bist. Denn niemand soll vor dem Tod glücklich genannt werden.“

Siehe dazu auch «Ὅρα τέλος μακροῦ βίου.» („Schau auf das Ende eines langen Lebens!“)
Nach der Niederlage gegen die Perser rief Krösus auf dem Scheiterhaufen drei Mal laut den Namen Solon, was sich der Perserkönig Kyros nicht erklären konnte. Er forderte von Krösus eine Erklärung. Doch der weigerte sich zuerst, berichtete dann aber von seinem Gespräch mit Solon. Kyros zog daraufhin seinen Exekutionsbefehl zurück, doch ließen sich die Flammen nicht mehr löschen. Nun flehte Krösus den Gott Apollon an, der aus heiterem Himmel einen Platzregen bewirkte.
Im Alten Testament findet sich bei Jesus Sirach ein ähnlicher Satz:

„ἐν πᾶσι τοῖς λόγοις σου μιμνῄσκου τὰ ἔσχατά σου, καὶ εἰς τὸν αἰῶνα οὐχ ἁμαρτήσεις.“

„Bei all deinen Worten bedenke dein Ende und du wirst in Ewigkeit nicht sündigen!“

Lateinisch:

“In omnibus operibus tuis memorare novissima tua, et in aeternum non peccabis”

Die Sentenz und der Bibelspruch sind vermutlich Vorbilder für die spätmittelalterliche lateinische Maxime „Quidquid agis, prudenter agas et respice finem.“ („Was auch immer du tust, tu es klug und bedenke das Ende.“)
Zu weiteren wahrscheinlichen Vorbildern siehe «Βουλεύου δὲ πρὸ ἔργου, ὅπως μὴ μῶρα πέληται.» („Überlege vor der Tat, damit nichts Törichtes daraus entstehe.“)

## Σκύλλα καὶ Χάρυβδις
Σκύλλα καὶ Χάρυβδις
Skylla kai Charybdis
„Skylla und Charybdis“

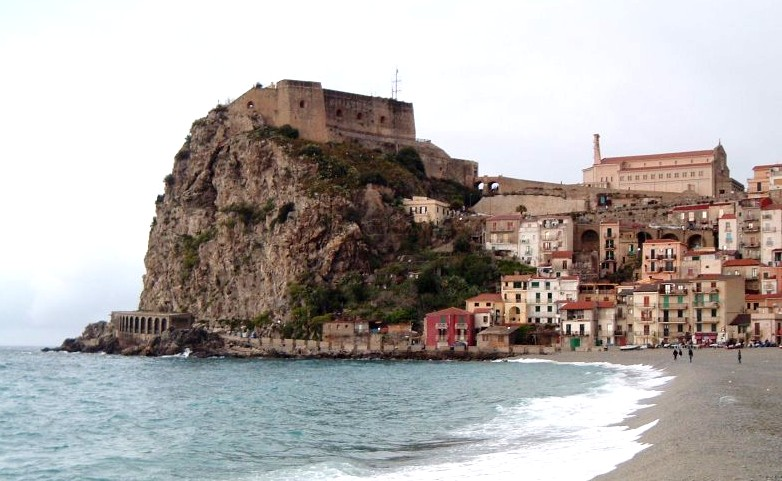
Das Schloss von Scilla

Das Ungeheuer Skylla trieb an einer Meerenge, die bereits in der Antike mit der Straße von Messina gleichgesetzt wurde, mit dem Ungeheuer namens Charybdis sein Unwesen. Beide bedrohten sowohl Odysseus als auch die Argonauten. Die Skylla lebte auf einem Felsen und fraß unvorsichtige Seefahrer, die sich ihr näherten, um Charybdis zu entgehen. Als Odysseus durch die Enge fuhr, fraß sie sechs seiner Gefährten. Die Charybdis sog dreimal am Tag das Meerwasser ein, um es danach brüllend wieder auszustoßen. Schiffe, die in den Sog gerieten, waren verloren.
Die Redewendung „zwischen Skylla und Charybdis“ steht für eine Situation, in der man sich zwischen zwei Gefahren befindet. Weicht man der einen Gefahr aus, begibt man sich in die andere. Der Humanist Erasmus von Rotterdam schreibt in seiner Sprichwörtersammlung Adagia:

„Während ich der Charybdis entgehen wollte, bin ich in die Skylla geraten, d. h. während ich ein noch schlimmeres Übel zu meiden suchte, ereilte mich ein anderes.“

Lateinisch: „Effugiens Charybdim, incidi in Scyllam.“ („Indem ich Charybdis fliehe, falle ich in die Skylla.“)
Nach der Skylla ist heute noch der süditalienische Ort Scilla an der Straße von Messina benannt. Scilla ist das antike Scyllaeum.

## Σπεῦδε βραδέως.
Σπεῦδε βραδέως.
Speude bradeōs.
„Eile mit Weile!“
Der ganze Satz lautet:

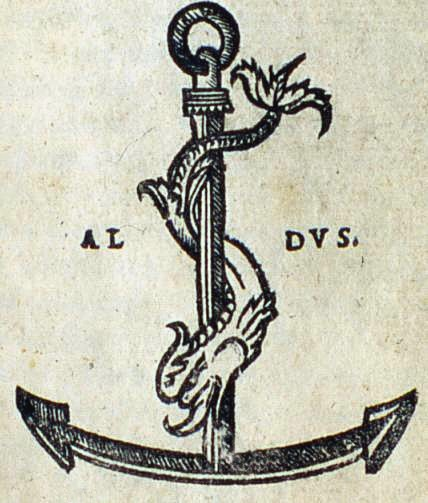
Druckerzeichen der Aldus-Presse

«Σπεῦδε βραδέως· ἀσφαλὴς γάρ ἐστ’ ἀμείνων ἢ θρασὺς στρατηλάτης.»

„Eile langsam! Ein vorsichtiger ist besser als waghalsiger Heerführer.“

Die lateinische Übersetzung „festina lente!“ war gemäß Sueton ein Lieblingsausspruch des römischen Kaisers Augustus.
Der Wahlspruch des Augustus wurde durch einen Kreis und einen Anker, um den sich ein Delphin windet, bildlich wiedergegeben. Der Humanist Erasmus von Rotterdam erklärt das 1508 in seiner Sprichwörtersammlung Adagia so:

„Der Kreis bedeutet die ewige Zeit, weil er durch kein Ende beschlossen wird; der Anker bedeutet die Langsamkeit, weil er das Schiff verzögert und anhält. Der Delphin drückt die Schnelligkeit aus, weil kein anderes Tier im Angriff gefährlicher und schneller ist als dieses. Wenn man diese kundig zusammenfügt, ergeben sie den Spruch „semper festina lente“ – und diese Art der Schrift hat nicht nur eine hohe Würdigkeit, sondern bietet auch nicht geringen Genuss, wenn man nur die Eigenschaft der Dinge völlig durchschaut.“

Weiter führt Erasmus aus:

„Um Trägheit und Zaudern auszudrücken, wäre ein anderer Fisch recht gut geeignet gewesen, der sogenannte Schiffhalter, den die Lateiner remora, Verzögerer, nennen. Doch weil sein Aussehen wenig einprägsam ist – er ist klein und besitzt kein einziges auffälliges Merkmal –, hat man den Anker als Symbol vorgezogen. Denn wenn die Fahrt bei überaus günstigen Winden gefährlich wird, hemmt er das Schiff in seinem schnellen Lauf und bindet es fest.

Damit habe ich gezeigt, daß der Spruch Eile mit Weile in den verborgenen Tiefen uralter Weisheit seinen Ursprung hat, daß er dann von den beiden preiswürdigsten Kaisern übernommen wurde und dem einen als Devise, dem anderen als Emblem diente und dem Charakter und Wesen des einen wie des anderen in erstaunlichem Maße entsprach.

Dieses Erbe hat jetzt als dritter der Römer Aldus Manutius angetreten, nicht, dessen bin ich gewiß, ohne Wunsch, ohne Willen der Götter.“

## Σταύρωσον αὐτόν.
Σταύρωσον αὐτόν.
Staurōson auton.
„Kreuzige ihn!“
Lateinisch: „Crucifige.“

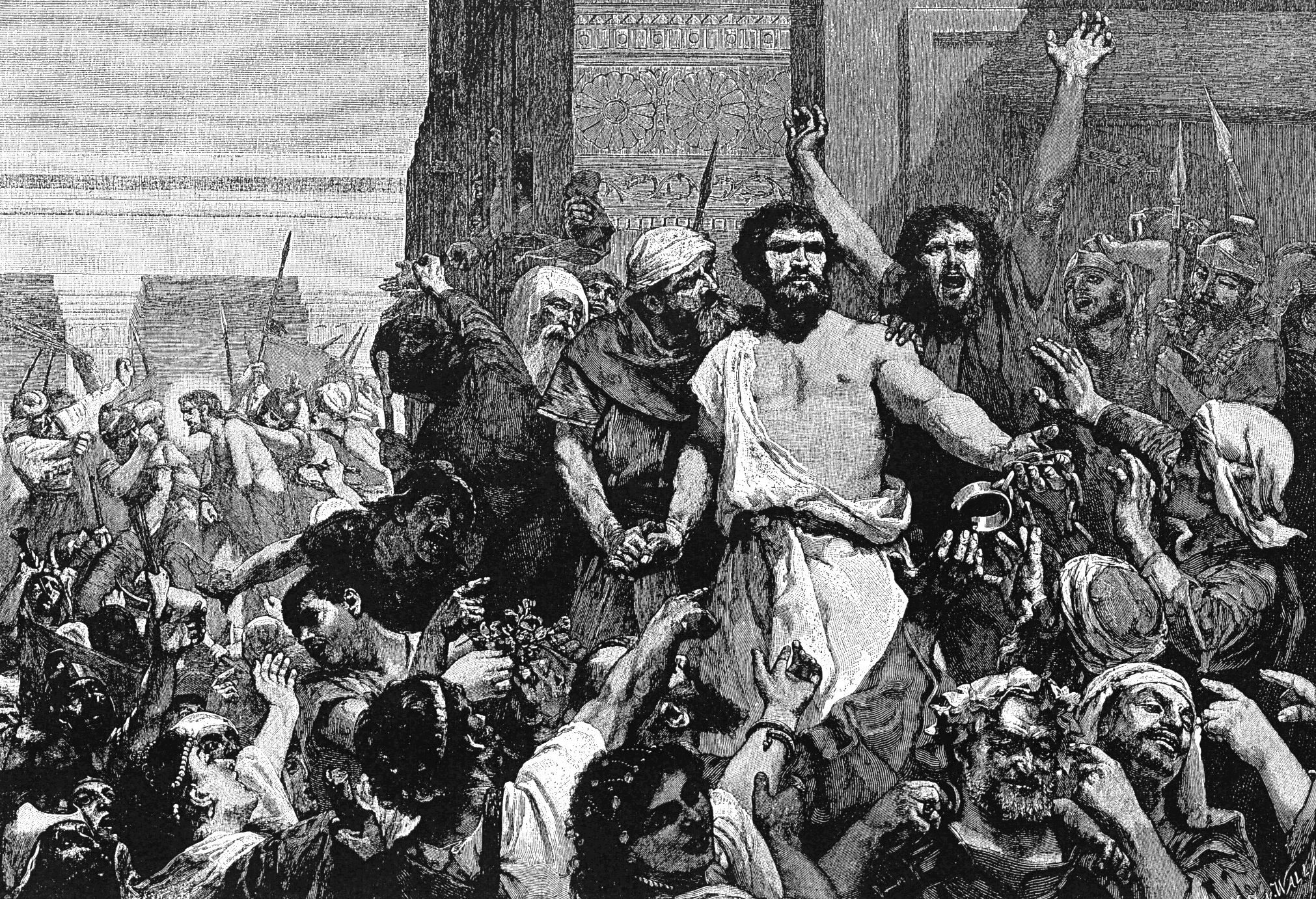
„Gib uns Barabbas!“

Worte, die dem Evangelium nach Markus zufolge die Menschenmenge rief, als Pontius Pilatus fragte, ob er Jesus oder Barabbas freilassen sollte. Barabbas war zusammen mit einigen Aufrührern, die einen Mord begangen hätten, gefangen worden:

„12 Pilatus wandte sich von Neuem an sie und fragte: Was soll ich dann mit dem tun, den ihr den König der Juden nennt? 13 Da schrien sie: Kreuzige ihn! 14 Pilatus entgegnete: Was hat er denn für ein Verbrechen begangen? Sie aber schrien noch lauter: Kreuzige ihn! 15 Darauf ließ Pilatus, um die Menge zufriedenzustellen, Barabbas frei. Jesus lieferte er, nachdem er ihn hatte geißeln lassen, zur Kreuzigung aus.“

Pilatus schafft eine Chance zur Rettung Jesu und schiebt damit die Verantwortung auf das aufgewiegelte Volk. Anschließend wäscht er seine Hände in Unschuld.

## στιβάδες Φορμίωνος
στιβάδες Φορμίωνος
stibades Phormionōs
„Phormions Strohlager“
Lateinisch: Phormionis thori
Der Humanist Erasmus von Rotterdam schreibt in seiner Sprichwörtersammlung Adagia:

„Gemeint ist damit ein schäbiges, primitives und alles eher als weiches Lager, etwa von der Art, wie es die Pritschen beim Militär sind oder wie es sich Odysseus bei Homer aus Ästen und Zweigen auf dem Boden zurechtmacht. Es steht bei Suidas. Phormion war ein Soldatenführer, der, wie ich vermute, für die Ausdauer bekannt war, mit der er die Strapazen des Kriegslebens ertrug. Man kann den Ausdruck auch in etwas weiterem Sinne auf jede härtere Behandlung anwenden.“

In der Komödie Frieden des Dichters Aristophanes heißt es:
Ach, wäre es mir doch vergönnt, diesen frohen Tag

zu schauen! Denn erduldet hab’ ich viele Mühsal, lag

auf einer Schütte von Stroh, wie sie Phormion hatte.

## στιγμὴ αἱματίνη
στιγμὴ αἱματίνη
stigme haimatinē
„Blutpunkt“

Aristoteles sprach in seiner Tierkunde vom Springen eines Blutpunkts. Er gebraucht dafür das Verb πηδᾶν pēdān („springen, hüpfen“). Der Ausdruck Springender Punkt bezeichnet den pulsierenden Blutpunkt, der sich im Experiment – z. B. am bebrüteten Hühnerei – etwa am vierten Tage nach der begonnenen Bebrütung bemerkbar macht.
Der Aristoteliker Theodoros Gazes übersetzte im 15. Jahrhundert die letzten Worte mit den lateinischen Worten „quod punctum salit iam et movetur ut animal“, was zum „punctum saliens“, dem „springenden Punkt“ wurde.
Der englische Arzt und Anatom William Harvey, der Entdecker des Blutkreislaufs, beschreibt das Phänomen so:

„Wenn am vierten Tage eine Untersuchung am Ei vorgenommen wird, ist die Metamorphose schon größer und die Verwandlung schon bewundernswürdiger –, und mit jeder Stunde im Verlaufe des Tages augenscheinlicher. In diesem Zeitraum findet der Übergang vom pflanzlichen Leben zum tierischen Leben im Ei statt. Jetzt nämlich zeigt sich ein dünner, rötlicher Rand in der Eiflüssigkeit und, beinahe in seinem Zentrum, zuckt ein springender, blutfarbener Punkt, so klein, daß er im Moment seiner Diastole wie ein kleiner Feuerfunken hervorleuchtet, und er dann, in seiner Systole, dem Blick wieder ganz entschwindet. Als ein solches kaum sichtbares (Kommen und Verschwinden) zeigt sich der Anfang des tierischen Lebens, der von der plastischen Kraft der Natur initiiert wird!“

## στο γερμανικό τύπο
στο γερμανικό τύπο
sto germanikó típo
„nach deutscher Art“
Griechische Bezeichnung für das getrennte Bezahlen der Rechnung beim gemeinsamen Ausgehen in einer Gruppe (παρεα paréa). Diese Wendung wird übrigens auch in der Türkei gebraucht (Alman usulü, „deutsche Art“), wo ebenfalls die Sitte vorherrscht, dass bei größeren Gesellschaften einer für alle zahlt und sich darauf verlässt, dass bei anderen Gelegenheiten die anderen zahlen, so dass sich alles irgendwie ausgleicht. Aus diesem Grund wird die Rechnung üblicherweise für den gesamten Tisch ausgestellt.
Paréa ist etwas typisch Griechisches – eine Gruppe, die sich wie Familienmitglieder verhält und sich zusammen gefunden hat. In einer Paréa gilt: Einer zahlt für alle. Beim nächsten Mal zahlt ein anderer. Als deutsche Art gilt es, dass jeder nur für sich bezahlt:

„Einzelrechnungen scheitern meist an der Tradition der Griechen. Man ist Paréas (Grossfamilien/ befreundete Gruppen) gewohnt und macht dabei für Touristen keine Ausnahmen.“

Martin Pristl beschreibt dies in seiner Gebrauchsanweisung für Griechenland so:

„Denn Geizhals ist eines der beleidigendsten Schimpfwörter in Griechenland. Es hat gute Chancen zum Synonym für den Deutschen zu werden. Kein Wunder also, daß Ihnen der Kellner mit recht gequältem Gesichtsausdruck die Rechnung präsentiert und dabei missmutig fragt, ob Sie darauf bestehen, sto germanikó trópo (!), auf deutsche Weise, jeder für sich zahlen zu wollen. Was für ihn bedeuten würde, die Rechnung, die ja für den gesamten Tisch geschrieben wurde, wieder auseinanderdividieren zu müssen.“

## στοὰ ποικίλη
στοὰ ποικίλη
stoa poikile
„bunt bemalte Säulenhalle“

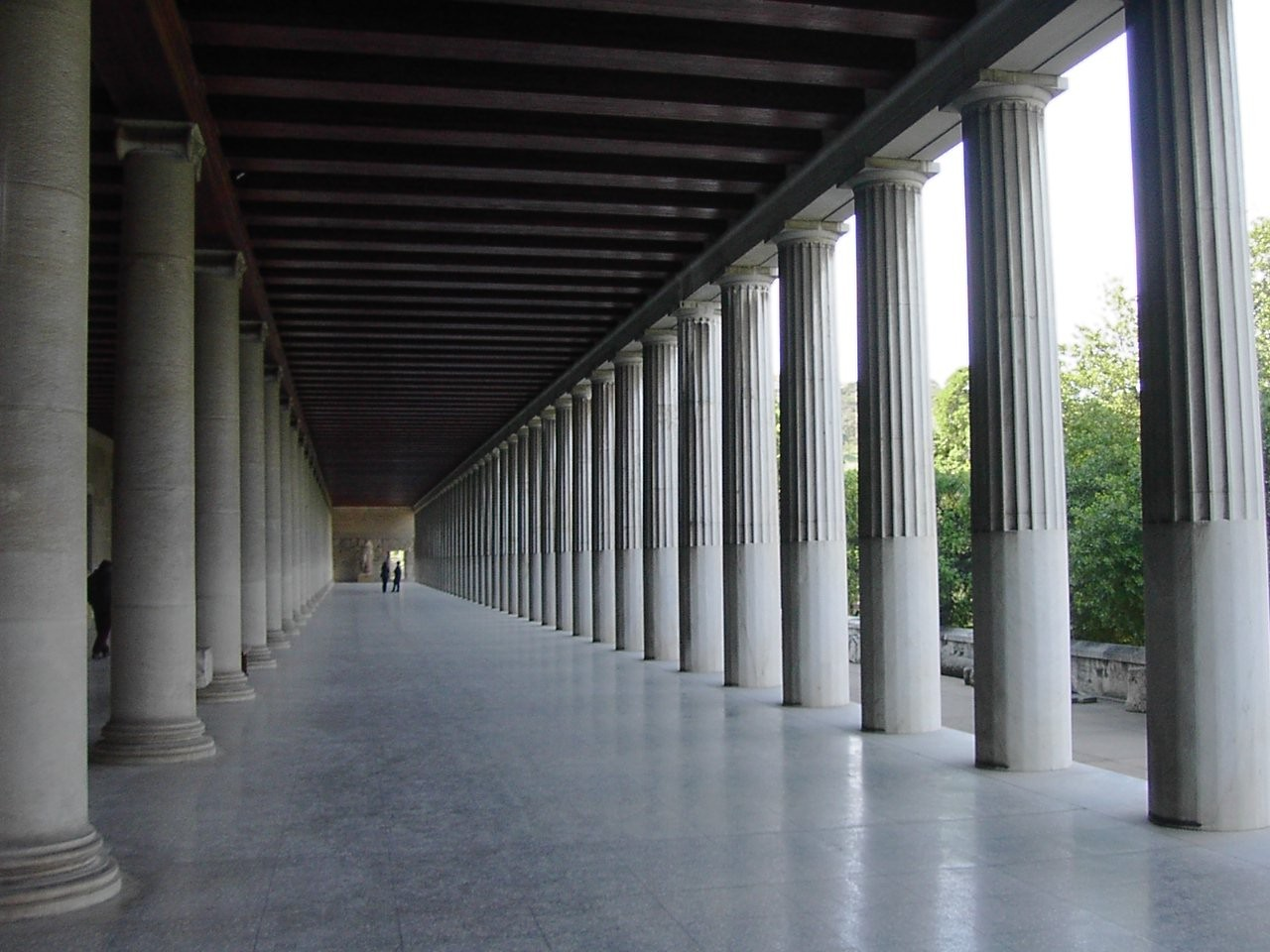
Rekonstruierte Stoa des Attalos

Die Stoa poikile war eine Säulenhalle auf der Agora, dem Marktplatz von Athen, in der Zenon von Kition um 300 v. Chr. seine Lehrtätigkeit aufnahm. Sie hatte eine Größe von 12,5 mal (vermutlich) 36 Metern und hatte ihre offene Seite nach Süden (der Sonne zugewandt), während die Nordwand den kalten Nordwind abhalten sollte. In der Stoa wurden Bilder von berühmten athenischen Künstlern, die auf Holztafeln aufgetragen waren, ausgestellt. Daher der Name „bunt bemalte Säulenhalle“.
Als Stoa (griechisch Στοά) wird eines der wirkungsmächtigsten philosophischen Lehrgebäude in der abendländischen Geschichte bezeichnet. Die Stoiker sind von der strengen Kausalität allen Geschehens überzeugt. Was immer in der Welt und unter Menschen vorkommt, beruht demnach auf einer lückenlosen Kausalkette.

## Σὺ εἶ ὁ χριστός.
Σὺ εἶ ὁ χριστός.
Sy ei ho christos.
„Du bist der Gesalbte.“

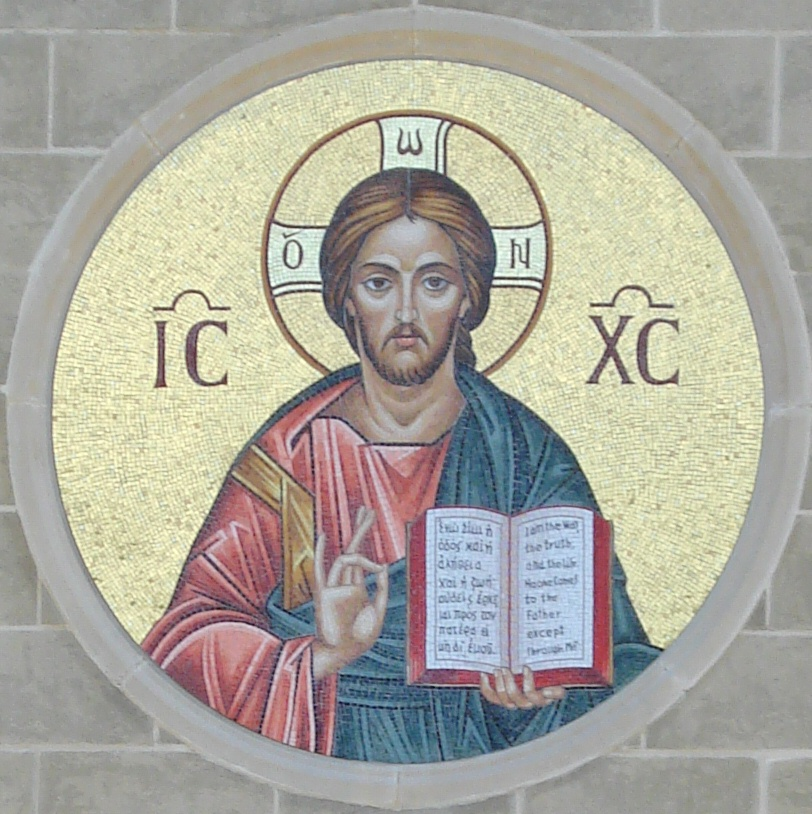
Ikone mit der Abkürzung für Jesus Christus:

Der Apostel Simon Petrus ist im Neuen Testament der erste der Jünger Jesu, der sich zu Jesus als den Christus (den Messias) bekennt:
„Du bist der Christus!“
Diese erstmalige Aussage kann als Geburtsstunde des Christentums gelten. Indem der im Judentum vorgeprägte Messiastitel in der griechischen Sprache auf Jesus allein bezogen und von den Christen nur noch in Verbindung mit dieser Person benutzt wurde, entwickelte sich „Jesus Christus“ faktisch zum Eigennamen.
Schon die erste Generation der Christen hat die Bekenntnisformel im Sinne eines Jesus von Gott verliehenen Ehrennamens verstanden, so Paulus, was auch die frühe Taufformel „im Namen Jesu Christi“ nahelegt.

## Σὺ εἶ Πέτρος …

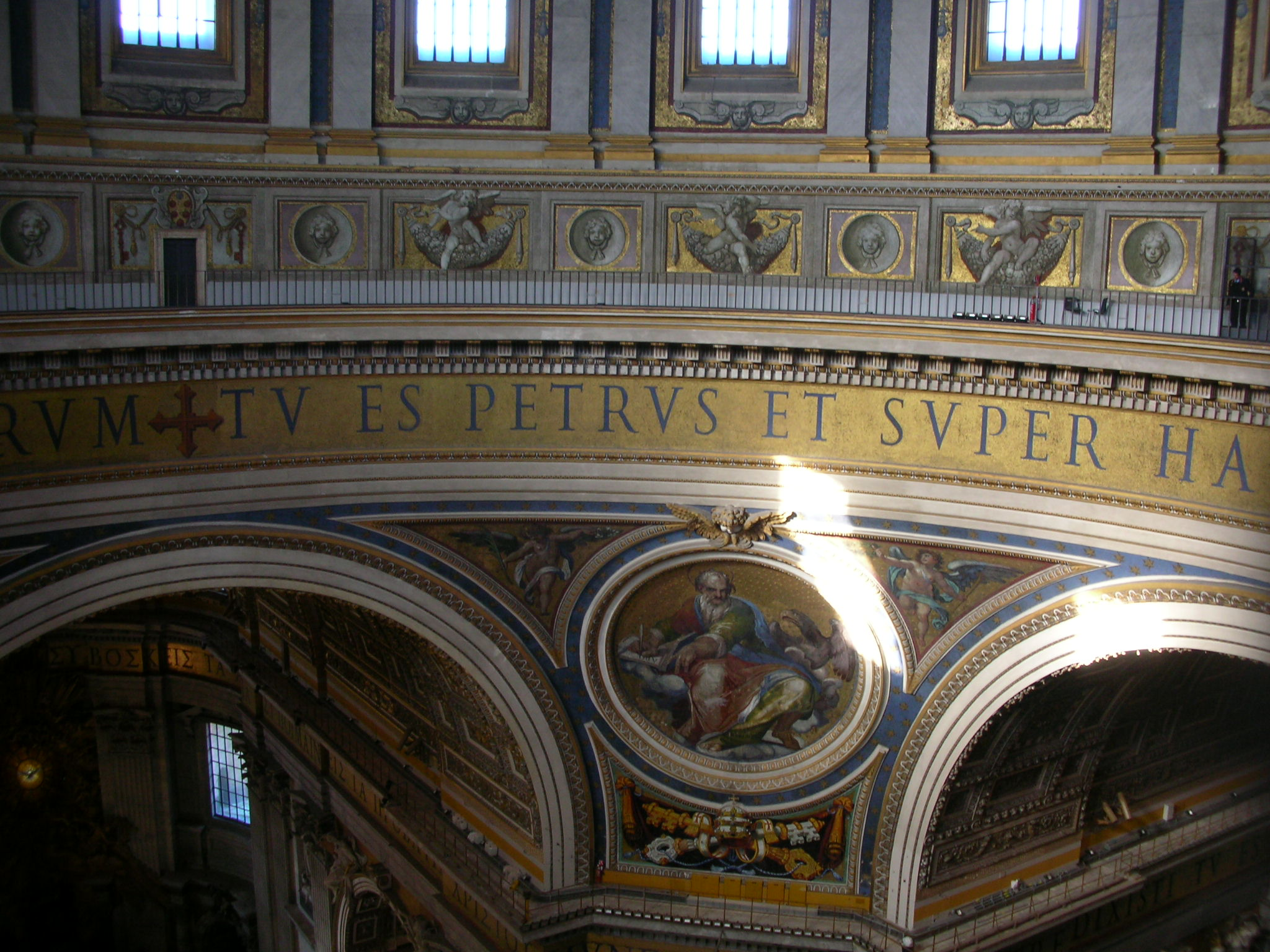
Einsetzungsworte für Petrus auf Lateinisch im Petersdom:
„Tu es Petrus et supra hanc petram aedificabo ecclesiam meam.“

Σὺ εἶ Πέτρος, καὶ ἐπὶ ταύτῃ τῇ πέτρᾳ οἰκοδομήσω μου τὴν ἐκκλησίαν.
Sy ei petros, kai epi tautē tē petra oikodomēsō mou tēn ekklēsian.
„Du bist Petrus, der Fels, und auf diesem Felsen werde ich meine Kirche bauen.“
Mit diesen Worten setzte Jesus Simon Petrus als seinen Nachfolger ein. Auf diese Einsetzungsworte beruft sich auch das Papsttum als Nachfolge Christi. Diese Worte stehen lateinisch in der Kuppel des Petersdoms:

“tu es Petrus et super hanc petram aedificabo ecclesiam meam”

Weiter heißt es an der gleichen Stelle im Matthäusevangelium:

„und die Pforten der Hölle werden sie nicht überwältigen. Dir gebe ich die Schlüssel des Himmelreiches, und alles was du auf Erden binden wirst, soll auch im Himmel gebunden sein, und alles, was du auf Erden lösen wirst, soll auch im Himmel gelöst sein.“

Unumstritten ist, dass dieses Wort die Leitungsfunktion des Apostels Petrus in der Urgemeinde widerspiegelt. Es ist auch (neben Matthäus 18,17 ) die einzige Stelle in den Evangelien, wo das Wort Ekklesia (ἐκκλησία) vorkommt.
Eine weitere Stelle, die zur Begründung des Primats herangezogen wird, findet sich im Johannesevangelium, wo Jesus an Petrus gerichtet unter anderem sagt:

„Weide meine Lämmer! […] Weide meine Schafe!“

## Σὺ τὰ ἐν οὐρανῷ βλέπειν πειρώμενος τὰ ἐπὶ τῆς γῆς οὐχ ὁρᾷς;

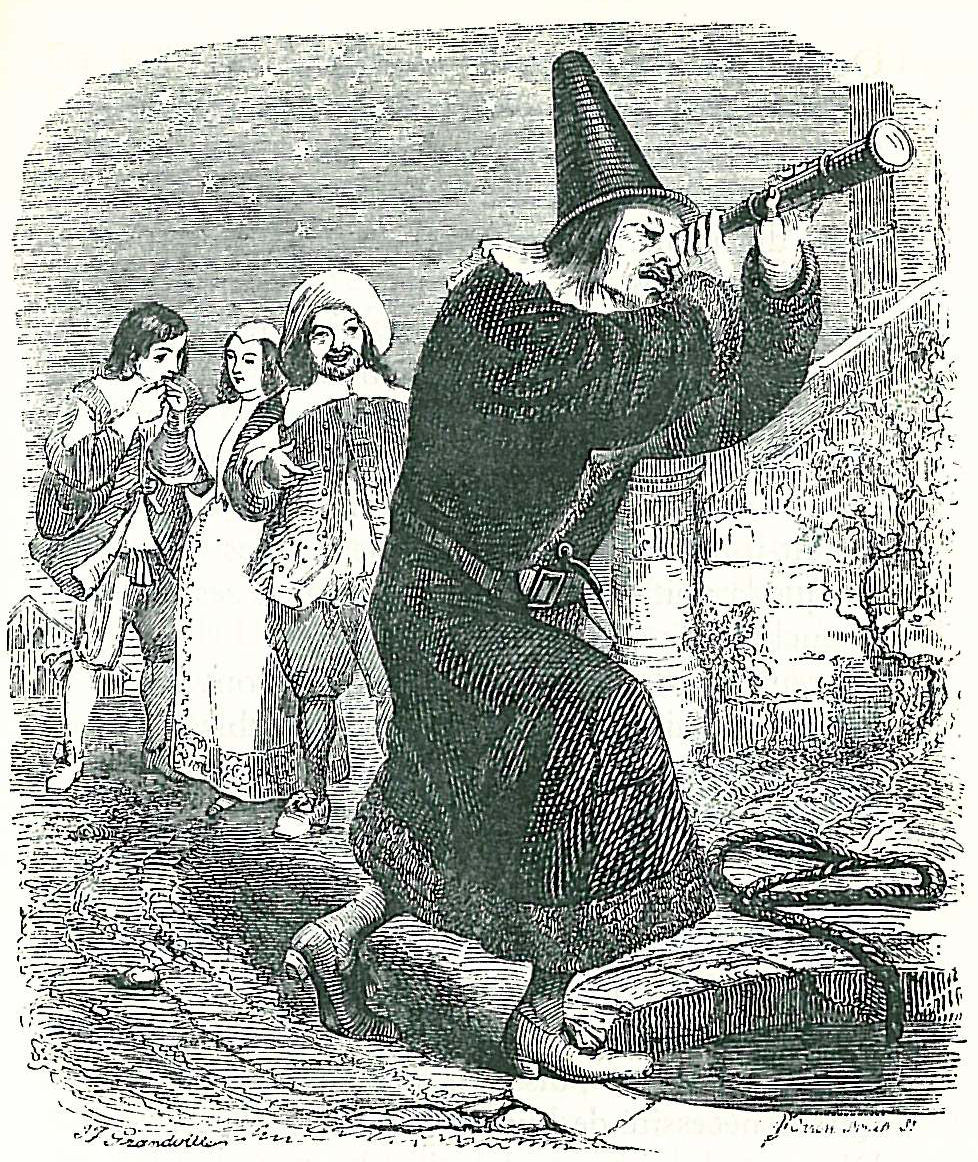
Grandvilles Illustration für La Fontaines Version dieser Fabel

Σὺ τὰ ἐν οὐρανῷ βλέπειν πειρώμενος τὰ ἐπὶ τῆς γῆς οὐχ ὁρᾷς;
Sy ta ne ouranō blepein peirōmenos ta epi tēs gēs ouch horas?
„Du bemühst dich zu wissen, was im Himmel ist, aber das, was auf der Erde ist, siehst du nicht?“
Anekdote um den Astronomen und Philosophen Thales, die unter anderem auch von Äsop erzählt wird und ihn als weltfremden und zerstreuten Gelehrten kennzeichnen soll.
Meistens wird die Anekdote so erzählt, dass Thales während seiner astronomischen Betrachtungen in einen Brunnenschacht fiel, weil er zum Himmel schaute und nicht darauf achtete, wohin er gerade ging. Dort sah ihn eine junge Magd, die manchmal mit dem Namen Thraitta genannt wird. Diese Thraitta lachte ihn aus und sagte die oben genannten spöttischen Worte zu ihm. So überliefert es Platon.
Doch es kann auch sein, dass Thales absichtlich in den Brunnenschacht geklettert ist, um von dort aus die Sterne besser beobachten zu können. Die antiken Astronomen benutzten nämlich oft Brunnenschächte zur Kalenderberechnung. Diese dienten als eine Art von Teleskop, mit dem man die Positionen von Sternen auch tagsüber bestimmen konnte. So betrachtet zeigt das Verhalten der Hausdienerin nur, dass sie Thales einfach nicht verstanden hat.
So sieht es auch der Philosophieautor Wilhelm Weischedel in seinem Buch Die philosophische Hintertreppe:

„In Gedanken vertieft soll Thales einst von einer Magd beobachtet worden sein, als er in einen Brunnen fiel. ‚Typisch Philosophen‘, meint die Magd darauf, ‚wollen die Weisheit mit Händen greifen, aber begreifen nicht einmal, was vor ihren Füßen abläuft.‘ Aber Thales war ein Universalgenie. Er fiel nämlich nicht in den Brunnen, sondern er stieg hinein, um einen besseren Ausblick auf den Himmelskörper zu haben.“

Als Thales in den Brunnen fiel ist ein Philosophiebuch für die Grundschule der Politikerin und Philosophiedozentin Barbara Brüning, das Lebensgeschichten von Philosophinnen und Philosophen erzählt.

## Συγγνώμη τιμωρίας κρείττων.
Συγγνώμη τιμωρίας κρείττων.
Syngnōmē timōrias kreittōn.
„Verzeihen ist besser als Rache.“
Pittakos, der Tyrann von Mytilene auf der Insel Lesbos, entließ den Lyriker Alkaios mit diesen Worten aus der Haft, obwohl dieser einige Schmähgedichte auf ihn gedichtet hatte.
Die Familie des Alkaios gehörte zur aristokratischen Oberschicht und beteiligte sich an der lokalen Politik. Die Verwicklung einzelner Familienmitglieder in den Widerstand gegen die Tyrannen Melanchros und Myrsilos war vermutlich der Grund für sein Exil in Ägypten. Als er die Rückkehr nach Lesbos erzwingen wollte, fiel er dem neuen Herrscher Pittakos in die Hände. Nach der Versöhnung konnte er auf Lesbos bleiben, wo er auch starb.
Die Stadt wurde von den Streitigkeiten mehrerer Tyrannen beherrscht, gegen die sich die so genannten Revolutionslieder (Stasiotika) des Alkaios wendeten. Unter den Tyrannen war auch Pittakos, über den Alkaios genauso herzog wie über die übrigen. Pittakos setzte aber seine Alleinherrschaft zur Beseitigung persönlicher Machtzentren ein und gab danach der Stadt ihre Selbstbestimmung zurück.

## Συμφερτὴ δ’ ἀρετὴ πέλει ἀνδρῶν καὶ μάλα λυγρῶν.
Συμφερτὴ δ’ ἀρετὴ πέλει ἀνδρῶν καὶ μάλα λυγρῶν.
Symphertē d’ aretē pelei andrōn kai mala lygrōn.
„Denn vereinigte Kräfte sind selbst bei Schwachen noch wirksam.“
Zu diesem Zitat aus dem 5. Gesang der Ilias schreibt der Humanist Erasmus von Rotterdam in seiner Sprichwörtersammlung Adagia:

„Dieses Zitat ist angebracht als Warnung, die Wirksamkeit einer Freundschaftsverbindung oder Interessengemeinschaft, in der sich viele zusammengeschlossen haben, nicht zu unterschätzen, wenn sie sonst auch noch so machtlos sind und, einzeln betrachtet, kaum verdienen, daß man sie ernst nimmt.“

## Σὺν Ἀθηνᾷ καὶ χεῖρα κίνει.

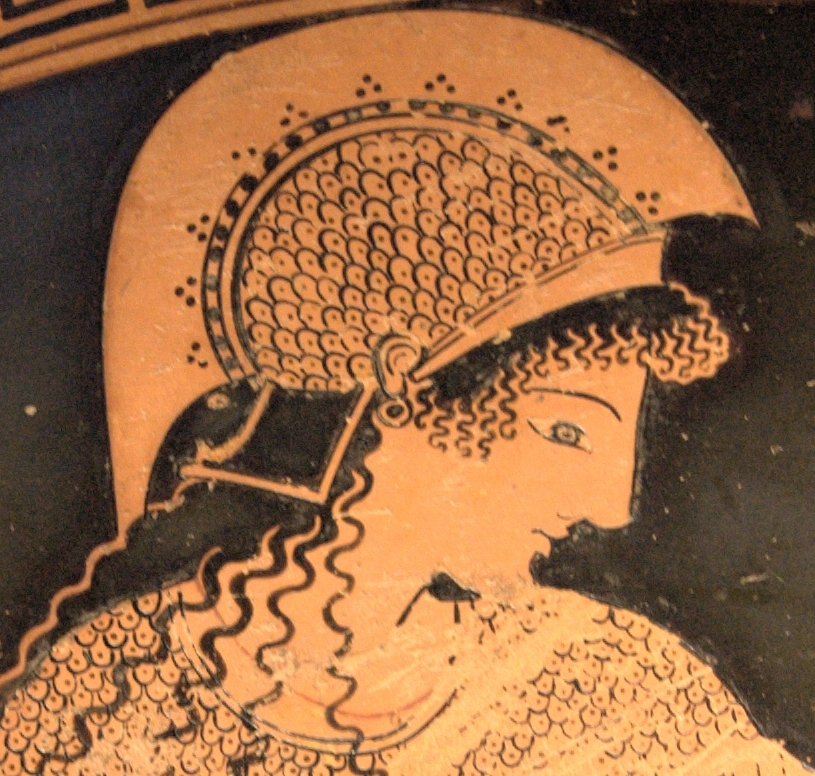
Athene auf einer antiken Vase

Σὺν Ἀθηνᾷ καὶ χεῖρα κίνει.
Syn Athena kai cheira kinei.
„Mit Athena und bewege deine Hände.“
Lateinisch: Cum Minerva, tu quoque manus move.
Sprichwörtliche Aufforderung, in Notlagen zur Göttin Athene zu beten, aber auch selbst etwas zu unternehmen.
Die deutsche Entsprechung dafür ist: „Hilf dir selbst, so hilft dir Gott!“

## Σύνδειπνος δὲ κεφαλαλγής
Σύνδειπνος δὲ κεφαλαλγὴς καὶ βαρὺς καὶ ἀνάγωγος παντὸς […] χάριν ἀπόλλυσι.
Syndeipnos de kephalalgēs kai barys kai anagōgos pantos […] charin apollysi.
„Ein Kopfweh verursachender, lästiger und ungezogener Tischgenosse zerstört die Freude an jeglichem [Wein oder Gericht oder musischem Vergnügen].“
Zitat aus dem Gastmahl der sieben Weisen des Schriftstellers Plutarch, das in Dialogform die Lehren der Sieben Weisen von Griechenland enthält.
Plutarch beklagt sich mit diesen Worten über diejenigen, die sich nicht an die Tischregeln hielten.

## συρτός χορός
συρτός χορός
sirtos choros
„geschleppter Tanz“
Der Sirtaki (συρτάκι syrtaki) ist ein Kunsttanz, der im Gegensatz zu den meisten griechischen Volkstänzen nicht bei gefassten Händen im offenen Kreis getanzt wird, sondern in der Reihe, wobei die Tänzer ihre Arme über die Schultern der Nachbarn legen. Sirtaki ist die Verkleinerungsform zu Syrtos, der traditionellsten Art griechischer Volkstänze.
Der Sirtaki wurde 1964 zur Filmmusik von Mikis Theodorakis für den Film Alexis Sorbas nach dem Roman von Nikos Kazantzakis choreographiert, angeblich, um dem Hauptdarsteller Anthony Quinn die Darstellung zu erleichtern. Ursprünglich war für die abschließende Tanzszene ein fünftaktiger Pentosalis vorgesehen. Quinn soll ein so schlechter Tänzer gewesen sein, dass man für die Nahaufnahmen des Sirtaki ein Fuß-Double einsetzen musste. Zusammen mit dem Film erlangte der Sirtaki internationale Berühmtheit und wurde für viele zum Inbegriff des griechischen Tanzes.

## Σῶμα σῆμα.
Σῶμα σῆμα.
Sōma sēma.
„Der Körper ist ein Grabmal.“
Τὸ μὲν σῶμά ἐστιν ἡμῖν σῆμα·
To men sōma estin hemin sēma;
„Der Körper ist für uns ein Grab;“
Diese vermutliche Feststellung des Pythagoras wird von Platon in seinem Dialog Gorgias zitiert. Platon bezeichnet konsequent den Leib als „Kerker“ der Seele. In der Bibel finden sich ursprünglich kaum Hinweise für eine Abwertung des Leiblichen. Im Dialog Phaidon heißt es:

„Solange wir noch den Körper als Genossen des Gedankens bei der Selbstbetrachtung haben und unsere Seele noch mit solchem Übel vermengt und beschmutzt ist, können wir uns von dem Gegenstand unseres Strebens, dem wahren Sein, keine hinreichende Vorstellung machen.“

Lateinische Version: „Nam corpus hoc animi pondus ac poena est.“ („Denn dieser Leib ist des Geistes Last und Strafe.“)